# Helen Meany
Helen Meany, född 15 december 1904 i New York, död 21 juli 1991 i Greenwich i Connecticut, var en amerikansk simhoppare.
Meany blev olympisk guldmedaljör i svikthopp vid sommarspelen 1928 i Amsterdam.